# Mitsubishi Ki-57
Ki-57 — двухмоторный моноплан цельнометаллической конструкции.
Разработан под руководством Кёносукэ Одзава на базе бомбардировщика Mitsubishi Ki-21. Первый полёт прототипа состоялся в августе 1940 года.
Принят на вооружение армии в 1940 года под наименованием транспортный самолёт армейский тип 100. На вооружение флота поступил под названием транспортный самолёт морской тип 0, а также L4M1.
Кодовое имя союзников — «Топси» («Topsy»).

## История
Японской авиакомпании «Nippon Koku K.K.», для выхода на международные маршруты, был необходим самолёт собственной японской разработки с нагрузкой, скоростью полёта и дальностью как у современных бомбардировщиков. В 1939 году авиакомпания обратилась на фирму Mitsubishi с предложением разработки гражданской версии бомбардировщика Ki-21. Этот бомбардировщик стал базой для создания гражданского самолёта, так как он в наибольшей степени соответствовал требованиям авиакомпании.
Предварительный проект получил одобрение авиакомпании, но также привлек внимание командования армейской авиации. Армейская авиация нуждалась в самолёте, который можно было использовать для десантирования парашютистов и в качестве штабного. Технический отдел штаба ВВС Императорской армии — Koku Hombu — решил объединить требования к проектируемому самолёту для использования его в качестве пассажирского и военно-транспортного.
Эксперты Koku Hombu выдали техническое задание фирме «Mitsubishi» — самолёт должен был обеспечить перевозку одиннадцати пассажиров и 300 кг груза на дальность 1400 км при средней скорости 300 км/ч на высоте 2000-4000 м. Максимальная дальность с коммерческой нагрузкой задавалась равной 2000 км, без нагрузки — 3000 км, экипаж 4 человека, взлетная масса 7900 кг.
Новый самолёт был разработан на базе бомбардировщика Ki-21. Новый транспортно-пассажирский самолёт позаимствовал от бомбардировщика крыло, хвостовую часть фюзеляжа, хвостовое оперение, шасси и силовую установку. Крыло сместили вниз, это позволило убрать из салона лонжероны центроплана и увеличить внутренний объем, заново спроектированного, фюзеляжа.
Новый пассажирский авиалайнер получил обозначение MC-20, а военный Ki-57. Конструкция армейского варианта отличалась от гражданского только во внутренней компоновке салона. Вместо одиннадцати пассажирских сидений вдоль бортов устанавливались откидные деревянные скамейки, где могли разместиться 14-15 солдат в полной экипировке. Установлена входная дверь, увеличенной площади, открывающаяся внутрь для облегчения выброски парашютного десанта.
В августе 1940 года совершил первый полёт опытный прототип МС-20. Всего было построено четыре опытных прототипа. Летные испытания были признаны успешными, даже несмотря на крушение четвертого опытного прототипа. Оба варианта варианта самолёта, гражданский и военный были запущены в серийное производство на авиационном заводе Mitsubishi в Нагое.

## Серийное производство
Поставки гражданских самолётов МС-20 начались в 1941 году. 27 самолётов было закуплено авиакомпанией «Nippon Koku K.K.». 20 самолётов было передано авиакомпании «Манчжурские авиалинии». Всего с 1940 по 1942 год фирма «Mitsubishi» изготовила для армии 101 серийный самолёт. Им было присвоено официальное обозначение « Армейский транспортный самолёт Тип 100 Модель 1» или Ki-57-I. Небольшое количество самолётов Ki-57-I было передано флоту, где им было присвоено обозначение «Транспортный самолёт морской Тип 0 Модель 11» или L4M1.
В начале 1942 года производство Ki-57-I было завершено и с мая завод стал выпускать улучшенную модификацию самолёта с двигателями Mitsubishi Ha-102, мощностью 1080 л. с. и улучшенным составом бортового оборудования. Для авиакомпаний самолёт выпускался под обозначением МС-20-II, а для армии «Транспортный самолёт армейский Тип 100 Модель 2» или Ki-57-II. Всего было выпущено 406 самолётов этой модификации. Ki-57 был самым массовым японским транспортным самолётом. Производство самолётов продолжалось до 14 мая 1945, когда после налета американских бомбардировщиков был полностью уничтожен авиационный завод Mitsubishi в Нагое.

## Эксплуатация
Транспортный самолёт Ki-57 широко применялся на всех участках Тихоокеанского театра военных действий в течение всех дней Второй Мировой войны. Армия и флот использовали самолёт в качестве транспортного, связного, а также для перевозки десантников. У союзников самолёт получил кодовое название «Топси». В феврале 1942 года 36 самолётов Ki-57 участвовали в высадке парашютного десанта под Паленбангом. Последняя известная операция — высадка подрывников-камикадзе на американском аэродроме на Окинаве в мае 1945 года. В интересах вооруженных сил использовались самолёты МС-20, принадлежащие гражданской авиации, которые переделывались в грузо-пассажирские. По мере того как превосходство воздушных сил союзников нарастало Ki-57 все чаще становились жертвой истребителей противника. После капитуляции Японии эти самолёты использовались в качестве транспортных в Индонезии, Вьетнаме и Китае. В Китае на Ki-57 летали советские летчики. По отзывам пилотов Ki-57 был одним из лучших самолётов в своем классе. Последние китайские самолёты были списаны в 1952 году.

## Тактико-технические характеристики
Приведённые ниже характеристики соответствуют модификации Ki-57-II:
Технические характеристики
- Экипаж: 4 человека
- Пассажировместимость: 11 человек
- Длина: 16,1 м
- Размах крыла: 22,6 м
- Высота: 4,77 м
- Площадь крыла: 70,08 м²
- Масса пустого: 5585 кг
- Нормальная взлётная масса: 8173 кг
- Максимальная взлётная масса: 9120 кг
- Силовая установка: 2 × радиальный Mitsubishi Ha-102
- Мощность двигателей: 2 × 1080 л.с. (2 × 805 кВт)

Лётные характеристики
- Максимальная скорость: 470 км/ч
- Крейсерская скорость: 360 км/ч
- Практическая дальность: 3000 км
- Практический потолок: 8000 м
- Скороподъёмность: 5,3 м/с
- Нагрузка на крыло: 116,6 кг/м² (расч.)
- Тяговооружённость: 197 Вт/кг (расч.)